# Faye Dunaway

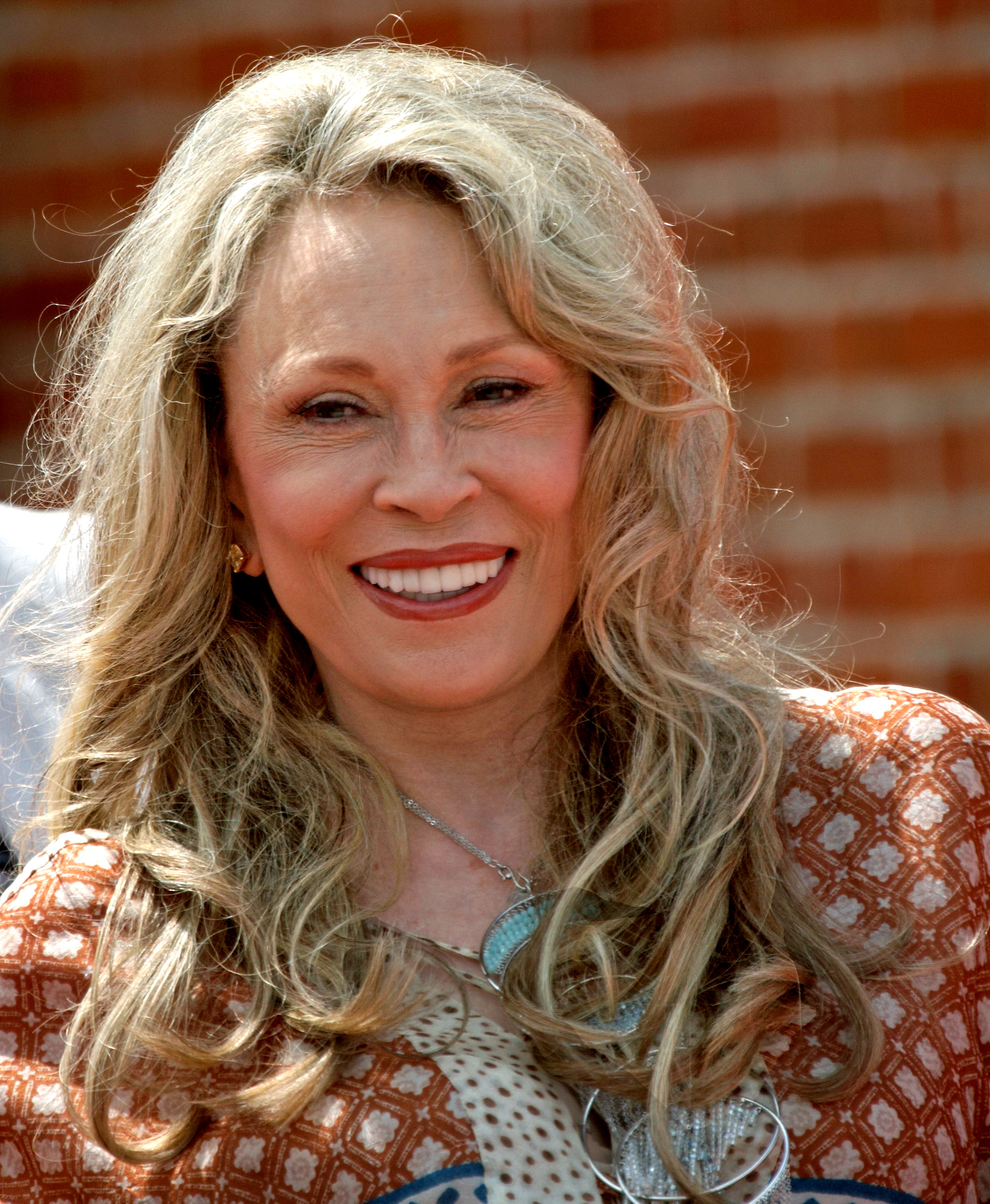
Faye Dunaway podczas Festiwalu Gwiazd w Gdańsku w 2008 roku

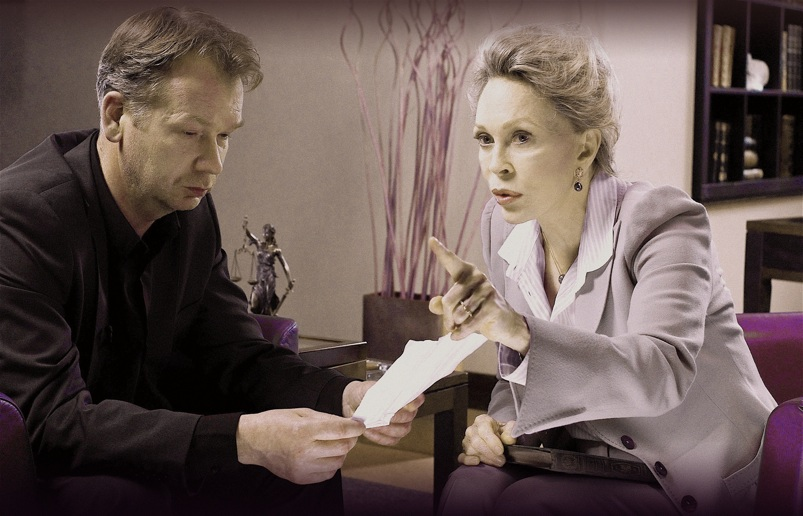
Faye Dunaway i Mirosław Baka w scenie z filmu Balladyna (2009)

Dorothy Faye Dunaway (ur. 14 stycznia 1941 w Bascom) – amerykańska aktorka.
Wielokrotna zdobywczyni najważniejszych nagród filmowych – Oscara (1977), trzech Złotych Globów (1977, 1999, 2001), Emmy (1994), BAFTA (1968) i dwóch nagród Davida di Donatello (1968, 1977). 
W 1996 otrzymała własną gwiazdę w Alei Gwiazd w Los Angeles znajdującą się przy 7021 Hollywood Boulevard.

## Życiorys

### Wczesne lata
Urodziła się w Bascom na Florydzie w rodzinie katolickiej jako jedyna córka Grace April (z domu Smith; 1922–2004) Dunaway Hartshorn, i Johna MacDowella Dunawaya Jr. (1920–1984), zawodowego oficera wojskowego United States Army. Jej młodszy brat Mac został prawnikiem. Rodzice rozstali się w 1958, gdy Faye miała 17 lat. Matka wyszła powtórnie za mąż w 1967 za Jima Hartshorna.
Uczęszczała do publicznej szkoły średniej Leon High School w Tallahassee. Brała lekcje tańca i śpiewu oraz gry na pianinie. Studiowała na Uniwersytecie Stanu Floryda i Uniwersytecie Florydy w Gainesville. Pierwsze aktorskie kroki stawiała w studenckim teatrze Uniwersytetu Bostońskiego, na którym w 1962 ukończyła wydział teatralny. Odrzuciła stypendium Fulbrighta w London Academy of Music and Dramatic Arts, wybierając zamiast tego występy w Lincoln Center Repertory Theatre. Studiowała aktorstwo w nowojorskim Herbert Berghof Studio.

### Kariera
Po występie w sztuce Arthura Millera Czarownice z Salem, w 1962 została polecona reżyserowi Elii Kazanowi, który poszukiwał młodych talentów dla jego nowojorskiego Lincoln Center Repertory Company, gdzie Dunaway wystąpiła w takich spektaklach jak: Po upadku i Skąpiec. W 1966 odebrała Theater World Award za kreację w off-brodwayowskim przedstawieniu Hogan's Goat. Grała Blanche DuBois w sztuce Tennessee Williamsa Tramwaj zwany pożądaniem. Na Broadwayu pojawiła się w roli Margaret Roper w inscenizacji Roberta Bolta Oto jest głowa zdrajcy.
W kinie zadebiutowała jako Sandy w komedii kryminalnej Elliota Silversteina The Happening (1967) u boku Anthony’ego Quinna, Michaela Parksa i George’a Maharisa. Za rolę Lou McDowell w dramacie Otta Premingera Szybki zmierzch (Hurry Sundown, 1967) z Jane Fondą i Michaelem Caine’em w rolach głównych była nominowana do Złotego Globu dla najbardziej obiecującej nowej aktorki. Główna rola Bonnie Parker, kelnerki w knajpie w Kansas City, dziewczyny bandyty Clyde’a Barrowa (Warren Beatty), w biograficznym melodramacie kryminalnym Arthura Penna Bonnie i Clyde (1967) otrzymała nagrodę Brytyjskiej Akademii Filmowej, Golden Laurel i David di Donatello oraz nominację do Oscara i Złotego Globu.
Faye Dunaway podejmowała potem złe decyzje obsadowe, żaden z jej kolejnych filmów nie był tak dobry jak Bonnie i Clyde. W filmie Normana Jewisona Sprawa Thomasa Crowna (The Thomas Crown Affair, 1968) zagrała agentkę ubezpieczeniową, Vicki Anderson, która próbuje zdemaskować milionera – złodzieja (Steve McQueen). Na planie włosko-francuskiego melodramatu Vittoria De Siki Kochankowie (Amanti, 1968) romansowała z ikonę włoskiego kina Marcellem Mastroiannim. W dramacie Elii Kazana Układ (The Arrangement, 1969) przypadła jej rola niezależnej Gwen Hunt, dla której główny bohater (Kirk Douglas) porzuca dotychczasowe ułożone życie, zrywa wszystkie związki zawodowe i niszczy małżeństwo na skutek obsesyjnego opętania. W zupełnie niezauważonym przez krytyków westernie Arthura Penna Mały Wielki Człowiek (Little Big Man, 1970) z Dustinem Hoffmanem pojawiła się jako Pani Louise „Lulu Kane” Pendrake, dobra i kochająca żona pastora. Dopiero jako poturbowana psychicznie ex-modelka Lou Andreas Sand, dręczona przez niesprecyzowaną traumę, w dramacie debiutującego Jerry’ego Schatzberga Zagadka dziecka klęski (Puzzle of a Downfall Child, 1970) z Royem Scheiderem po raz trzeci była nominowana do Złotego Globu dla najlepszej aktorki w filmie dramatycznym. W komediodramacie Stanleya Kramera Taka była Oklahoma (Oklahoma Crude, 1973) jako samotna Lena Doyle prowadziła walkę z potężnym trustem naftowym w Oklahomie w 1913. Wystąpiła jako podstępna Lady de Winter w ekranizacji powieści Aleksandra Dumasa Trzej muszkieterowie (The Three Musketeers, 1973) i sequelu Czterej muszkieterowie (The Four Musketeers, 1974) w reż. Richarda Lestera.
Zanim ruszyła produkcja dramatu kryminalnego Romana Polańskiego Chinatown (1974) z Jackiem Nicholsonem, Ali MacGraw, ówczesna żona producenta filmu Roberta Evansa, która została obsadzona w roli Evelyn Mulwray, zrezygnowała z udziału i krótko przed rozpoczęciem zdjęć odeszła od Evansa dla Steve’a McQueena. Rolę zaproponowano Jane Fondzie, która jej nie przyjęła. W efekcie Evans zatrudnił za 50 tys. dolarów Faye Dunaway, która okazała się być trudną aktorką i miała własną wizję gwiazdorstwa, a jej szczególna wyniosłość doprowadzała Polańskiego do szału. Gdy Polański poprawił coś w jej kostiumie i fryzurze, Dunaway uderzyła go w twarz i oskarżyła o usiłowanie gwałtu, odmawiając dalszej pracy, dopóki Polański nie zostanie wyrzucony. Skończyło się na obietnicy wielkiej kampanii oscarowej, która przyniesie jej co najmniej nominację, oraz w razie porażki sprezentowaniem Rolls-Royce’a Corniche’a, by zniosła współpracę z Polańskim i nie opuszczała ekipy. Postać bogatej Evelyn Cross Mulwray z problemami osobistymi przyniosła jej po raz drugi nominację do Oscara, po raz czwarty była nominowana do Złotego Globu, a także do Brytyjskiej Akademii Filmowej.
Piątą nominację do Złotego Globu zdobyła jako Kathy Hale w dreszczowcu Sydneya Pollacka Trzy dni Kondora (Three Days of the Condor, 1976) z Robertem Redfordem. Za kreację Diany Christensen, zimnej i bezwzględnej kierowniczki działu telewizyjnego, amoralnej kobiety sukcesu, dla której kariera znaczy więcej niż życie osobiste, w dramacie Sidneya Lumeta Sieć (Network, 1976) została uhonorowana Oscarem dla najlepszej aktorki pierwszoplanowej, Złotym Globem dla najlepszej aktorki w filmie dramatycznym i nagrodą David di Donatello. W dreszczowcu psychologicznym Irvina Kershnera Oczy Laury Mars (Eyes of Laura Mars, 1978) z Tommym Lee Jonesem zagrała tytułową postać kontrowersyjnej nowojorskiej fotografki mody, która zasłynęła epatującymi przemocą zdjęciami półnagich modelek. Rolę początkowo miała zagrać Barbra Streisand, ale zrezygnowała, motywując swoją decyzję tym, że fabuła jest dla niej zbyt dziwaczna.
Porażką okazała się nominowana do Złotej Maliny rola Barbary Delaney w dreszczowcu Briana G. Huttona Pierwszy śmiertelny grzech (The First Deadly Sin, 1980) według powieści Lawrence’a Sandersa z udziałem Franka Sinatry. Z kolei portret gwiazdy Hollywood lat 30. Joan Crawford w szokującym dramacie biograficznym Najdroższa mamusia (Mommie Dearest, 1981) przyczynił się do załamania jej kariery, zebrał fatalne recenzje i przyniósł pięć Złotych Malin, w tym dla najgorszej aktorki i nominację dla najgorszej aktorki dekady.
Za kolejne role – jako Lady Barbara Skelton w kontrowersyjnym dramacie Michaela Winnera Niedobra pani (The Wicked Lady, 1983) z Alanem Batesem i Johnem Gielgudem, prezentowanym na 36. Festiwalu Filmowym w Cannes, oraz jako żądna władzy czarownica Selena (rolę odrzuciły Dolly Parton, Goldie Hawn i Jane Fonda) w filmie sci-fi Jeannota Szwarca Supergirl (1984) – zdobyła nominację do Złotej Maliny dla najgorszej aktorki. Zaczęła odnosić sukcesy na szklanym ekranie. Jako Maud Charteris w miniserialu CBS Ellis Island (1984) z Richardem Burtonem otrzymała Złoty Glob dla najlepszego aktora drugoplanowego w serialu, miniserialu lub filmie telewizyjnym. Jej kolejna rola kinowa, Wandy Wilcox w dramacie Barbeta Schroedera Ćma barowa (Barfly, 1987) u boku Mickeya Rourke, była nominowana do Złotego Globu. W teledysku do piosenki grupy Tom Petty and the Heartbreakers pt. „Into the Great Wide Open” (1991) z Terence’em Trentem D’Arby, Chynną Phillips i Mattem LeBlanc wystąpiła jako menadżerka Johnny’ego Deppa. Postać Laury Staton w telewizyjnym filmie kryminalnym NBC Columbo: Gra miłosna (Columbo: It's All in the Game , 1993) z Peterem Falkiem przyniosła jej nagrodę Emmy i nominację do Złotego Globu dla najlepszej aktorki w miniserialu lub filmie telewizyjnym. Za rolę szefowej koncernu o lesbijskich skłonnościach w dreszczowcu Toma Hollanda Bez skrupułów (The Temp, 1993) z Larą Flynn Boyle i Timothym Huttonem przyznano jej Złotą Malinę dla najgorszej aktorki drugoplanowej. Następnie można było ją zobaczyć w komediodramacie Don Juan DeMarco (1995) z Johnnym Deppem i Marlonem Brando, komedii familijnej Małpa w hotelu (Dunston Checks In, 1996) z Rupertem Everettem i reżyserskim debiucie Kevina Spaceya Biały aligator (Albino Alligator, 1996).
W 1995 napisała autobiografię pt. Looking for Gatsby: My Life. W 1996 otrzymała swoją gwiazdę na Hollywoodzkiej Alei Gwiazd. W 1998, na jubileuszowej 70. ceremonii rozdania Oscarów pojawiła się na scenie w specjalnej, uroczystej prezentacji aktorów – wszystkich dotychczasowych laureatów Oscara. Za rolę agentki modelek Wilhelminy Cooper w dramacie biograficznym HBO Gia (1998) w reżyserii Michaela Cristofera odebrała Złoty Glob dla najlepszego aktora drugoplanowego w serialu, miniserialu lub filmie telewizyjnym.
W 2001 zadebiutowała jako reżyserka filmu The Yellow Bird. Wystąpiła gościnnie w serialach: Dotyk anioła (2001) Agentka o stu twarzach (2002-2003), CSI: Kryminalne zagadki Las Vegas (2006) i Chirurdzy (2009).
W 2008 na zaproszenie reżysera i producenta Dariusza Zawiślaka przyjechała do Polski, by wziąć udział w dwóch polskich powstających produkcjach filmowych − Balladynie i Karolci. Odcisnęła też swoją dłoń w Alei Gwiazd podczas trwającego w Gdańsku Festiwalu Gwiazd.
W 2018, w wieku 77 lat wzięła udział w kampanii reklamowej włoskiego domu mody Gucci. Na potrzeby sesji i spotu reklamowego w jej córkę wcieliła się francuska piosenkarka Soko.
W 2019 wcieliła się w postać aktorki Katharine Hepburn w monodramie Tea at Five. Jednak, po trzech tygodniach w Bostonie, została zwolniona z dalszej współpracy na Broadwayu. Jak podał „The New York Times”, ekipa w teatrze bała się o swoje bezpieczeństwo w obecności Dunaway, która miała obrażać członków ekipy, potrafiła spóźniać się na próby 2 godziny, była nieprzygotowana i 98 proc. tekstu dostawała do ucha.

## Życie prywatne
Skandalem było jej małżeństwo 7 sierpnia 1974 z młodszym o pięć lat wokalistą rockowej grupy The J. Geils Band – Peterem Wolfem, które rozpadło się po pięciu latach. W czerwcu 1980 adoptowała syna Liama. Jego ojcem jest angielski fotograf Terry O’Neill, z którym w lipcu 1983 wzięła ślub, jednak i to małżeństwo 26 marca 1987 zakończyło się rozwodem.

## Filmografia

### Filmy fabularne
- 1967: The Happening jako Sandy
- 1967: Szybki zmierzch (Hurry Sundown) jako Lou McDowell
- 1967: Bonnie i Clyde (Bonnie and Clyde) jako Bonnie Parker
- 1968: Sprawa Thomasa Crowna (The Thomas Crown Affair) jako Vicki Anderson
- 1968: Kochankowie (Amanti) jako Julia
- 1969: The Extraordinary Seaman jako Jennifer Winslow
- 1969: Układ (The Arrangement) jako Gwen
- 1970: Zagadka dziecka klęski (Puzzle of a Downfall Child) jako Lou Andreas Sand
- 1970: Mały Wielki Człowiek (Little Big Man) jako Louise Pendrake (Lulu Kane)
- 1971: Hogan's Goat jako Kathleen Stanton
- 1971: Dom pod drzewami (La Maison sous les arbres) jako Jill
- 1971: Doc jako Katie Elder
- 1972: The Woman I Love, jako Wallis Warfield Simpson
- 1973: Taka była Oklahoma (Oklahoma Crude) jako Lena Doyle
- 1973: Trzej muszkieterowie (The Three Musketeers) jako Milady de Winter
- 1974: Po upadku (After the Fall) jako Maggie
- 1974: Chinatown jako Evelyn Cross Mulwray
- 1974: Płonący wieżowiec (The Towering Inferno) jako Susan Franklin
- 1974: Czterej muszkieterowie (The Four Musketeers) jako Lady de Winter
- 1975: Trzy dni Kondora (Three Days of the Condor) jako Kathy Hale
- 1976: Sieć (Network) jako Diana Christensen
- 1976: Zniknięcie Aimee (The Disappearance of Aimee) jako Aimee Semple McPherson
- 1976: Przeklęty rejs (Voyage of the Damned) jako Denise Kreisler
- 1978: Oczy Laury Mars (Eyes of Laura Mars) jako Laura Mars
- 1979: Mistrz (The Champ) jako Annie
- 1980: Pierwszy śmiertelny grzech (The First Deadly Sin) jako Barbara Delaney
- 1981: Evita Peron jako Eva 'Evita' Peron
- 1981: Ukochana mamusia (Mommie Dearest) jako Joan Crawford
- 1982: The Country Girl jako Georgie Elgin
- 1983: The Wicked Lady jako lady Barbara Skelton
- 1984: Supergirl jako Selena
- 1984: Ordeal by Innocence jako Rachel Argyle
- 1985: Krzysztof Kolumb jako królowa Izabela Kastylijska
- 1985: Thirteen at Dinner jako Jane Wilkinson
- 1986: Beverly Hills Madam jako Lil Hutton
- 1986: Raspberry Ripple
- 1987: Casanova jako Madame D'Urfe
- 1987: Ćma barowa (Barfly) jako Wanda Wilcox
- 1988: Koszmarny rejs (Midnight Crossing) jako Helen Barton
- 1988: Burning Secret jako pani Tuchman
- 1988: Partia (La Partita) jako The Countess
- 1989: Miasteczko Cold Sassy (Cold Sassy Tree) jako Love Simpson Blakeslee
- 1989: W pewną noc, w świetle księżyca (In una notte di chiaro di luna) jako Joan Colbert
- 1989: Byle do wiosny (Wait Until Spring, Bandini) jako pani Hildegarde
- 1990: Silhouette jako Samantha Kimball
- 1990: Opowieść podręcznej (The Handmaid's Tale) jako Serena Joy
- 1990: Dwóch Jake’ów (The Two Jakes) jako Evelyn Mulwray (głos)
- 1991: Gorąca noc (Scorchers) jako Thais
- 1992: Podwójne ostrze (Lahav Hatzui) jako Faye Milano
- 1993: Columbo: To tylko gra (Columbo: It's All In the Game) jako Laura Staton
- 1993: Arizona Dream jako Elaine Stalker
- 1993: Bez skrupułów (The Temp) jako Charlene Towne
- 1995: Rodzinny dylemat (A Family Divided) jako Karen Billingsley
- 1995: Pijacy (Drunks) jako Becky
- 1995: Don Juan DeMarco jako Marilyn Mickler
- 1996: Komora (The Chamber) jako Lee Bowene
- 1996: Biały aligator (Albino Alligator) jako Janet Boudreaux
- 1996: Najbliżsi sąsiedzi (The People Next Door) jako Ellen
- 1996: Małpa w hotelu (Dunston Checks In) jako pani Dubrow
- 1997: Rebeka (Rebecca) jako pani Van Hopper
- 1997: W hołdzie starszym kobietom (En brazos de la mujer madura) jako Condesa
- 1997: The Twilight of the Golds jako Phyllis Gold
- 1998: Gia jako Wilhelmina Cooper
- 1999: Afera Thomasa Crowna (The Thomas Crown Affair) jako psychiatra
- 1999: Joanna d’Arc (The Messenger: The Story of Joan of Arc) jako Jolanda D'Aragon
- 2000: Gorączka wyborcza (Running Mates) jako Meg
- 2000: Ślepy tor (The Yards) jako Kitty Olchin
- 2000: Stanley's Gig jako Leila
- 2001: Yellow Bird jako Aurora Beavis
- 2002: Changing Hearts jako Betty Miller
- 2002: Żyć szybko, umierać młodo (The Rules of Attraction) jako pani Owen
- 2002: Biograf (The Biographer) jako Amanda Washington
- 2002: Mid-Century jako Blue / Matka
- 2002: The Calling jako Mae West
- 2003: Ukryta tożsamość (Blind Horizon) jako pani K
- 2004: Kiedy byliśmy dorośli (Back When We Were Grownups) jako Tina
- 2004: Cywilizacja jaszczurów (Anonymous Rex) jako Shin
- 2004: Kronika Kruka (Jennifer's Shadow) jako Mary Ellen Cassi
- 2004: El Padrino jako prokurator generalny Navarro
- 2004: The Last Goodbye jako Sean Winston
- 2005: Ghosts Never Sleep jako Kathleen Dolan
- 2006: Cut Off jako Marilyn Burton
- 2006: Rain jako Isabel
- 2006: Love Hollywood Style jako Bóg
- 2007: Pandemic jako Govenor Shaefer
- 2007: Klub Dzikich Kotek (Cougar Club) jako Edith Birnbaum
- 2007: Generacja DNA (The Gene Generation) jako Josephine Hayden
- 2007: Say It in Russian jako Jacqueline de Rossy
- 2008: Flick jako sierżant McKenzie
- 2008: La Rabbia jako Madre
- 2009: Balladyna (The Bait) jako Psychoanalityk dr Ash
- 2009: Karolcia (The Magic Stone) jako Czarownica Filomena
- 2009: The Seduction of Dr. Fugazzi jako detektyw Rowland
- 2009: 21 and a Wake-Up jako major Rose Thorn
- 2009: Midnight Bayou jako Odette
- 2017: Bye Bye Man jako wdowa Redmon

### Seriale telewizyjne
- 1965: Seaway jako Alexis Webster
- 1966: The Trials of O’Brien jako Myra
- 1984: Wyspa Ellis (Ellis Island) jako Maud Charteris
- 1985: Krzysztof Kolumb (Christopher Columbus) jako Queen Isabella
- 1993: It Had to Be You jako Laura Scofield
- 1995: Droga do Avonlea (Road to Avonlea) jako hrabina Poleńska
- 1998: A Will of Their Own jako Margaret Sanger
- 2001: Dotyk anioła (Touched by an Angel) jako dr Rebecca Markham
- 2002: Soul Food jako Katherine Burke
- 2003: Agentka o stu twarzach (Alias) jako Ariana Kane
- 2006: CSI: Kryminalne zagadki Las Vegas (CSI: Crime Scene Investigation) jako Lois O’Neill
- 2009: Chirurdzy (Grey's Anatomy) jako dr Margaret Campbell

### Produkcja
- 1989: Miasteczko Cold Sassy (Cold Sassy Tree, producent wykonawczy)
- 2001: The Yellow Bird (producent)

### Reżyser
- 2001: The Yellow Bird

### Scenariusz
- 2001: The Yellow Bird

## Nagrody i nominacje
| Rok  | Nagroda      | Kategoria                                                        | Film                                      | Rezultat  |
| ---- | ------------ | ---------------------------------------------------------------- | ----------------------------------------- | --------- |
| 1968 | Złoty Glob   | Najlepsza aktorka w dramacie                                     | Bonnie i Clyde (1967)                     | Nominacja |
| 1968 | Oscara       | Najlepsza aktorka                                                | Bonnie i Clyde (1967)                     | Nominacja |
| 1968 | BAFTA        | Najbardziej obiecująca aktorka                                   | Bonnie i Clyde (1967)                     | Wygrana   |
| 1971 | Złoty Glob   | Najlepsza aktorka w dramacie                                     | Zagadka dziecka klęski (1970)             | Nominacja |
| 1975 | Złoty Glob   | Najlepsza aktorka w dramacie                                     | Chinatown (1974)                          | Nominacja |
| 1975 | Oscar        | Najlepsza aktorka                                                | Chinatown (1974)                          | Nominacja |
| 1975 | BAFTA        | Najlepsza aktorka                                                | Chinatown (1974)                          | Nominacja |
| 1976 | Złoty Glob   | Najlepsza aktorka w dramacie                                     | Trzy dni Kondora (1975)                   | Nominacja |
| 1977 | Oscar        | Najlepsza aktorka                                                | Sieć (1976)                               | Wygrana   |
| 1977 | Złoty Glob   | Najlepsza aktorka w dramacie                                     | Sieć (1976)                               | Wygrana   |
| 1978 | BAFTA        | Najlepsza aktorka                                                | Sieć (1976)                               | Nominacja |
| 1981 | Złota Malina | Najgorsza aktorka                                                | Pierwszy śmiertelny grzech (1980)         | Nominacja |
| 1982 | Złota Malina | Najgorsza aktorka                                                | Najdroższa mamusia (Mommie Dearest, 1981) | Wygrana   |
| 1984 | Złota Malina | Najgorsza aktorka                                                | The Wicked Lady (1983)                    | Nominacja |
| 1985 | Złota Malina | Najgorsza aktorka za film                                        | Supergirl (1984)                          | Nominacja |
| 1988 | Złoty Glob   | Najlepsza aktorka w dramacie                                     | Ćma barowa (1987)                         | Nominacja |
| 1994 | Złota Malina | Najgorsza aktorka                                                | Bez skrupułów (1993)                      | Wygrana   |
| 1997 | Złota Malina | Najgorsza aktorka drugoplanowa                                   | Komora (1996)                             | Nominacja |
| 1998 | Złota Malina | Najgorsza aktorka drugoplanowa                                   | Biały aligator (1996)                     | Nominacja |
| 1999 | Złoty Glob   | Najlepsza aktorka drugoplanowa w serialu lub filmie telewizyjnym | Gia (1998)                                | Wygrana   |